# Hersteld Apostolische Zendingkerk
De Hersteld Apostolische Zendingkerk was een bijbelgelovig, chiliastisch kerkgenootschap in Nederland, Duitsland, Zuid-Afrika en Australië. Zij is voortgekomen uit de Katholiek Apostolische Gemeente te Hamburg, die zich in 1863 van de moederkerk afscheidde. In 1969-1971 is zij in drie delen uiteengevallen.

## Ontstaan

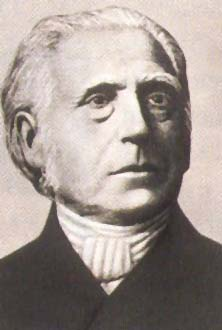
Apostel Schwartz op latere leeftijd

Oorzaak van de breuk met de moederkerk in 1863 was de roeping van een nieuwe apostel bij monde van de Duitse raadsprofeet Heinrich Geyer. Er waren namelijk in een tijdsbestek van enkele jaren inmiddels vijf van de twaalf Britse apostelen overleden, onder wie Carlyle, apostel voor Noord-Duitsland. Een mogelijke apostelroeping was bij voorbaat door het Britse apostolaat afgewezen, maar de engel (= opziener, vgl. Openbaring 2 en 3) van Hamburg, Friedrich Wilhelm Schwartz, aanvaardde de geroepen Rosochacki met instemming van bijna de hele gemeente als apostel en onttrok de gemeente aan het opzicht van apostel Woodhouse, die de zorg voor Duitsland waarnam. Rosochacki trad al na enige weken terug, maar een poging van Schwartz om vervolgens de breuk te helen, werd door Woodhouse afgewezen. In Hamburg werd nu de priester Preusz tot apostel voor Noord-Duitsland geroepen en Schwartz voor Nederland. De gemeenten onder Preusz werden Allgemeine Christliche Apostolische Mission (ACAM) genoemd. De ACAM zond ook apostelen naar andere Duitse staten en zelfs naar Hongarije en de Verenigde Staten. Schwartz vestigde zich in september 1863 te Amsterdam, waar hij een bloeiende gemeente stichtte, destijds nog bekend onder de naam Apostolische Zending. Kleinere gemeenten ontstonden in deze jaren te Enkhuizen, Haarlem, IJmuiden en Hoorn.

## Geschiedenis

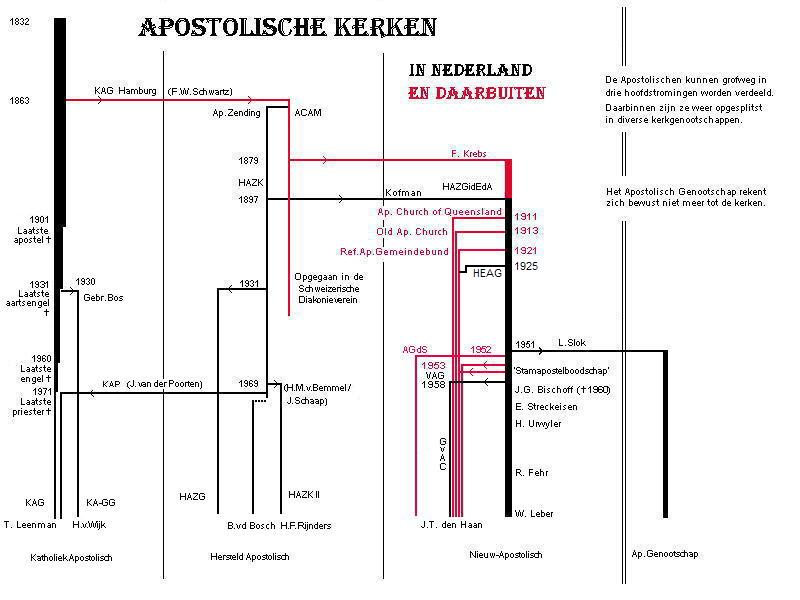
Schema van de verschillende Apostolischen in Nederland vanaf 1830 tot heden. Klik op het plaatje voor een vergroting.

De Hersteld Apostolische Zendingkerk (HAZK) legde grote nadruk op de viervoudige bediening van apostelen, profeten, evangelisten en herders (naar Efeziërs 4:11). Volgens de officiële kerkleer zijn apostelen 'ten eerste' gesteld (vgl. 1 Korintiërs 12:28) en als enige bediening gerechtigd om dienaren te wijden en leden te 'verzegelen' (vergelijkbaar met het Katholieke vormsel). Volgend op de verzegeling werden in de apostolische gemeenten geestesgaven openbaar, waaronder de gave van profetie.
Uit de HAZK scheurde zich in 1897 de huidige Nieuw Apostolische Kerk los (destijds nog Hersteld Apostolische Zendinggemeente in de Eenheid der Apostelen genoemd), waar onder meer het ambt van stamapostel werd geïntroduceerd. (vgl. "Ik ben de wijnstok, gij zijt de ranken." - Johannes 15:5). De Nieuw Apostolische Kerk bracht op haar beurt in 1951 onder meer het Apostolisch Genootschap voort, die momenteel de grootste zich apostolisch noemende groep in Nederland vormt, maar de oorspronkelijke apostolische leer heeft ingeruild voor een 'religieus-humanistisch' uitgangspunt. Hun apostel legde met Pasen 2022 zijn ambt neer. De geestelijke leiding ligt nu in handen van een mannelijke en vrouwelijk voorganger.
In 1931 maakte de Haarlemse HAZK-gemeente in de Jacobijnenstraat zich los en ging verder als Hersteld Apostolische Zendinggemeente. Achterliggende redenen waren onder meer het Haarlemse standpunt van de 'gelijkheid der bedieningen' en strijd over de leerstellige opvattingen rond Christus.
In 1969 vond opnieuw een scheuring in de Hersteld Apostolische Zendingkerk plaats, onder leiding van de Amsterdamse profeet H.M. van Bemmel, die zich mondeling en schriftelijk al vele jaren keerde tegen het apostolisch opzicht. Hij wees dan ook de apostolische profetering af van J. van der Poorten (die in 1968 tot het apostelambt geroepen en gewijd was), waarin werd opgeroepen tot herstel van de oorspronkelijke apostolische orde. Het liep uit op een opstand tegen het apostolische gezag, waarbij vB en twee andere profeten in een laatste gesprek met het vrijwel voltallige apostolaat op 29 november 1969 het Oude Testament afwezen als richtsnoer van geloof en leer, tenzij het Nieuwe Testament er met nadruk naar verwees. De afgescheidenen, die naar hun voorman ook wel 'bemmelianen' worden genoemd, handhaafden echter de oude naam HAZK (zie Hersteld Apostolische Zendingkerk II), zodat er nu twee kerkgenootschappen met deze naam bestonden. Gemeenten bevonden zich te Amersfoort, Amsterdam, Arnhem, Den Haag, Enkhuizen, Groningen, Haarlem, Utrecht, Wageningen en Zierikzee. In 2021 vond opnieuw een scheuring plaats, vanuit Den Haag en Arnhem, ook weer onder dezelfde naam Hersteld Apostolische Zendingkerk (hazknl.nl). Hun gemeenten bevinden zich te Amersfoort, Amsterdam, Arnhem, Den Haag en Wageningen (diensten in Arnhem).
In de tweede helft van 1970 wierp zich een tweede groep profeten op die zich te Arnhem als 'de Elia van deze tijd' liet afzonderen en de HAZK in ruim een jaar tijd door hun profetering te gronde richtten. J. van der Poorten, die zich al eerder teruggetrokken had, legde op Goede Vrijdag 1971 zijn ambt neer, onder belijdenis dat reeds de scheuring van 1863 onwettig was. Met Pasen werd hij op profetische aanwijzing in het apostelambt hersteld, maar nu aan het herstelde altaar van de Katholiek Apostolische Kerk. Hij werd door de meerderheid van de gemeenten Amsterdam, Enkhuizen, een deel van Utrecht en de gemeente in Sydney gevolgd. Deze groep herenigde zich in geest met de oorspronkelijke Katholiek Apostolische Kerk. 